# Todos hablan de Jamie (película)
Everybody's Talking About Jamie (Todos hablan de Jamie) es una película dramática de comedia musical de 2021 dirigida por Jonathan Butterell, con guión de Tom MacRae. Está basada en la obra musical del mismo nombre, inspirada en el documental de BBC Three Jamie: Drag Queen a los 16 años de Jenny Popplewell.
La película está protagonizada por Max Harwood, Sarah Lancashire, Lauren Patel, Shobna Gulati, Ralph Ineson, Adeel Akhtar, Samuel Bottomley, Sharon Horgan y Richard E. Grant. La historia sigue y está basada en la historia real de Jamie Campbell, un estudiante británico de 16 años, que supera los prejuicios y el acoso para salir de la oscuridad y convertirse en una drag queen.
Tras los aplazamientos del estreno en cines previsto por 20th Century Studios, debido a la pandemia de COVID-19, Everybody's Talking About Jamie fue estrenada en cines selectos de los Estados Unidos el 10 de septiembre de 2021, con un estreno mundial en streaming el 17 de septiembre de 2021 a través de Amazon Prime Video. La película recibió críticas positivas y fue nominada al premio BAFTA a la mejor película británica.

## Trama
En Sheffield, Inglaterra, Jamie New, un chico gay, vive con su madre soltera Margaret y asiste a la escuela Mayfield en su cumpleaños número 16 años. En la escuela, su profesora sermonea a los alumnos por sus planes profesionales poco realistas. Jamie finge estar de acuerdo con ella, pero en secreto sueña con ser una drag queen en el escenario ("And You Don't Even Know It").
Inspirado en hechos reales, Everybody's Talking About Jamie sigue a Jamie New (Max Harwood), un adolescente de Sheffield que sueña con una vida sobre los escenarios. Mientras sus compañeros de clase planifican sus carreras al salir de la escuela, Jamie contempla la posibilidad de revelar su sueño de convertirse en una drag queen. Su mejor amiga, Pritti (Lauren Patel), y su amorosa madre (Sarah Lancashire) le brindan un apoyo infinito, mientras que la leyenda del drag local, Miss Loco Chanelle (Richard E. Grant), le sirve de mentora para su debut en el escenario. Pero Jamie también tiene que lidiar con un padre que no le apoya (Ralph Ineson), una maestra sin inspiración (Sharon Horgan) y el bravucón de su escuela, Dean Paxton (Samuel Bottomley). Jamie y su entorno se inspiran mutuamente para superar los prejuicios, ser más incluyentes y salir de la oscuridad.

## Elenco
- Max Harwood como Jamie New / Mimi Me, un adolescente de Sheffield de 16 años que sueña con convertirse en drag queen.
  - Noah Leggott como Jamie (joven).
- Sarah Lancashire como Margaret New, la madre de Jamie y exesposa de Wayne.
- Lauren Patel como Pritti Pasha, compañera de clase y mejor amiga de Jamie.
- Shobna Gulati como Ray, amiga íntima de Margaret. Gulati desempeñó anteriormente este papel en la producción teatral del West End y desempeña este papel en la gira de la producción por el Reino Unido.
- Ralph Ineson como Wayne New, el padre homofóbico de Jamie y ex-marido de Margaret.
- Adeel Akhtar como Iman Masood, director de la escuela secundaria a la que asiste Jamie.
- Samuel Bottomley como Dean Paxton, el bully de la escuela.
- Sharon Horgan como Miss Hedge, la maestra del 11.º curso.
- Richard E. Grant como Hugo Battersby / Loco Chanelle, una ex drag queen y mentora de Jamie.
  - John McCrea como el joven Loco Chanelle. McCrea originó el papel de Jamie en la producción original del musical teatral de los Sheffield Theatres, y luego repitió el papel para la producción del West End.
- Charlotte Salt como Cheryl, la segunda esposa de Wayne.[3][4][5]
- Ola Jide/Son of a Tutu como Sandra Bollock, una drag queen de Legs Eleven y amiga de Hugo.
- Gareth Joyner como Myra Dubois, una drag queen de Legs Eleven y amiga de Hugo.
- Dan Wallace/Anna Phylactic como Tray Sophisticay, una drag queen de Legs Eleven y amiga de Hugo.
- Bianca Del Rio como ella misma/Sra. Haylock, la profesora de arte de la escuela.[6] El personaje en pantalla comparte el mismo apellido que el nombre real de Del Rio. Del Rio interpretó anteriormente a Loco Chanelle en la producción teatral del West End y repite este papel en fechas seleccionadas durante la gira de la producción por el Reino Unido.
- Layton Williams como bailarina. Williams interpretó anteriormente a Jamie en la producción teatral del West End y actualmente desempeña este papel en la gira por el Reino Unido.
- Jamie Campbell/Fifi La True como el club "Door Whore" (cameo).
- Zane Alsaroori como Sayid. Un compañero de clase de Jamie.

## Producción
La película fue anunciada por primera vez en mayo de 2018. En junio de 2019, fue relevado que Richard E. Grant, John McCrea, Sharon Horgan, Sarah Lancashire, Shobna Gulati y Max Harwood se habían unido al elenco, con el director de escena original Jonathan Butterel haciendo su debut en el cine a partir del guion de Tom MacRae. Además, Regency Enterprises, Film4 Productions y Warp Films producirían, con una distribución a cargo de 20th Century Studios.
En una entrevista de 2021, Jamie Campbell (la inspiración para la película) comentó que "para él era importante que la película capturara perfectamente el humor británico y tuviera una representación precisa de la clase trabajadora", conservando la "valentía y la crudeza" junto con el humor en la pantalla. Este enfoque fue clave para la película, y por ello se aseguró de que el equipo involucrado en el musical también participara en la producción cinematográfica. Jamie, de origen obrero y criado principalmente por su madre soltera, Margaret, deseaba que ese aspecto de su vida se mostrara de manera auténtica: "Esa clase trabajadora se ha retratado con bastante precisión"

### Rodaje
El rodaje comenzó en Sheffield, South Yorkshire, Inglaterra, el 24 de junio de 2019.

## Música
La película elimina varias canciones de la banda sonora original, incluidas "The Legend of Loco Chanelle (and the Blood Red Dress)" (reemplazada por "This Was Me"), "If I Met Myself Again", "Limited Edition Prom Night Special"., "Ugly in This Ugly World", "Prom Song" y todas las repeticiones excepto "It Means Beautiful".
El soundtrack de la película fue lanzado por Island Records y New Regency Music el 10 de septiembre de 2021, el mismo día de su estreno en Estados Unidos. La película contiene una nueva canción, "This Was Me", interpretada por Richard E. Grant y la líder de Frankie Goes to Hollywood, Holly Johnson . La banda sonora incluye participaciones de Becky Hill, Todrick Hall, Sophie Ellis-Bextor, Chaka Khan y The Feeling. Durante su debut como Mimi Me, Jamie hace sincronización de labios con "Don't Even Know It" interpretada por Beverley Knight, que se encuentra dentro de la pista "Over the Top" del álbum.

## Estreno
El estreno de la película estaba previsto inicialmente para el 23 de octubre de 2020, pero Disney, la empresa matriz de 20th Century, la retrasó hasta el 22 de enero de 2021 debido a la pandemia de COVID-19. Se pospuso de nueva cuenta para el 26 de febrero de 2021. Sin embargo, luego fue eliminada del calendario de lanzamientos. En mayo de 2021, Disney canceló el estreno de la película en cines nacionales y vendió los derechos de distribución a Amazon Studios. Finalmente, Amazon fijó la fecha para su lanzamiento en streaming el 17 de septiembre de 2021 desde la plataforma Amazon Prime Video.
Todos hablan de Jamie tuvo un estreno en el Festival de Cine Frameline el 12 de junio de 2021, formando parte de la celebración del Orgullo de San Francisco. Antes de su estreno en streaming, tuvo un lanzamiento en cines seleccionados el 10 de septiembre de 2021 en Estados Unidos.

## Recepción
La película recibió críticas generalmente favorables. En la web de críticas Rotten Tomatoes, la película cuenta con un 82% de aprobación, basado en 104 reseñas, con una puntuación media de 6,8/10. El consenso de los críticos del sitio web es el siguiente: "Puede que no sea tan efervescente como su personaje principal, pero Todo el mundo habla de Jamie sigue siendo un musical contagiosamente divertido con un mensaje edificante". En Metacritic tiene una puntuación de 62 sobre 100 de 22 críticas, lo que indica que en mayoría son "críticas generalmente favorables".
David Rooney de The Hollywood Reporter dio una crítica positiva y dijo: "Hay abundante alegría, resiliencia enérgica y un humor dulce a juego, que debería resultar especialmente contagioso para el público joven LGBTQ, o para cualquiera que haya experimentado la estigmatización de los que no encajan"..
Reseñas menos favorables criticaron la película por su incongruente enfoque de "todo glaseado, sin pastel", por tener "mucho empoderamiento pero no mucha profundidad", por estar llena de "escenas drag-lite" y "números de baile al estilo 'Glee'". En resumen, "drag es lo que es, y drag es lo que hace".

## Premios y reconocimientos
| Año  | Premios                              | Categoría                                             | Nominado (a)                    | Resultado | ref   |
| ---- | ------------------------------------ | ----------------------------------------------------- | ------------------------------- | --------- | ----- |
| 2021 | British Independent Film Awards      | Breakthrough Performance                              | Max Harwood                     | Nominado  | [ 1 ] |
| 2021 | British Independent Film Awards      | Best Costume Design                                   | Everybody's Talking About Jamie | Nominado  | [ 1 ] |
| 2021 | British Independent Film Awards      | Best Make-Up & Hair Design                            | Everybody's Talking About Jamie | Nominado  | [ 1 ] |
| 2022 | GLAAD Media Awards                   | GLAAD Media Award for Outstanding Film – Wide Release | Everybody's Talking About Jamie | Nominado  | [ 6 ] |
| 2022 | British Academy Film Awards (BAFTAs) | Outstanding British Film                              | Everybody's Talking About Jamie | Nominado  | [ 7 ] |